# 딕티오글로무스균속
딕티오글로무스균속(Dictyoglomus)은 딕티오글로무스균문 또는 망단균문(Dictyglomi)에 속하는 유일한 세균 속이다. 높은 온도에서 왕성하게 번식하는 호열성 세균이다.
세 겹의 세포막을 가진 그람-음성균이다.